# Casa del carrer Barcelona, 63
Casa del carrer Barcelona, 63 és una casa de cos del Masnou (Maresme).

## Descripció
Casa entre mitgeres de planta rectangular alineada al pla de carrer que consta de planta baixa i dues plantes pis, acabada amb coberta plana practicable a mode de terrat català.
La façana es genera a partir d'una composició simètrica amb dos eixos de verticalitat que es defineix a la planta baixa amb una porta d'accés i una finestra reixada lateral, d'arc carpanell; a la planta pis una balconada suportada per quatre mènsules treballades que uneix dues obertures, amb barana de ferro; a la segona planta s'obren dues finestres més petites, també d'arc rebaixat. Les finestres tenen persianes de llibret de fusta.
L'acabat del parament és un estucat pintat que a la planta pis és en relleu de franges horitzontals i destaca un esgrafiat amb les dates 1898 - 2000. Totes les obertures tenen un recreixement emmarcant-les, damunt les llindes de les obertures de la primera planta adopten forma de frontó clàssic amb acroteres.
Entre el primer i el segon pis, hi ha una doble motllura dentellada. Les dues finestres de la planta superior queden centrades per quatre pilastres cadascuna, dues per banda que acaben amb les respectives carteles que suporten la cornisa. El coronament és una balustrada que actua d'ampit del terrat en dos trams.